# Калмыковка (Меловский район)
Калмыковка (укр. Калмиківка) — село в Меловском районе Луганской области Украины. Входит в Стрельцовский сельский совет.

## История
Слобода Калмыковская являлась поселением Стрельцовской волости Старобельского уезда Харьковской губернии Российской империи.
В 1924 году селение вошло в состав Меловского района Ворошиловградской области.
В ходе Великой Отечественной войны с лета 1942 до начала 1943 года находилось под немецкой оккупацией.
Население по переписи 2001 года составляло 596 человек.

## Местный совет
92530, Луганська обл., Міловський р-н, с. Стрільцівка, вул. Радянська, 4  (укр.)